# Beverley Callender
Beverley Callender (Barbados, 28 de agosto de 1956) es una atleta británica de origen barbadense, especializada en la prueba de 4 x 100 m en la que llegó a ser subcampeona mundial en 1983.

## Carrera deportiva
En el Mundial de Helsinki 1983 ganó la medalla de plata en los relevos 4 x 100 metros, con un tiempo de 42.71 segundos, tras Alemania del Este y por delante de Jamaica, siendo sus compañeras de equipo: Kathy Smallwood-Cook, Joan Baptiste y Shirley Thomas.
Al año siguiente, en los JJ. OO. de Los Ángeles 1984 ganó la medalla de bronce en los relevos de 4 x 100 metros, con un tiempo de 43.11 segundos, llegando a meta tras Estados Unidos (oro) y Canadá (plata), siendo sus compañeras de equipo: Kathy Smallwood-Cook, Simmone Jacobs y Heather Hunte.